# 郭如川
郭如川（1555年—1596年），字元至，號明礼，四川叙州府富順縣人，民籍。

## 生平
八月十八日生，行四，治《詩經》，由縣學附學生中式萬曆七年（1579年）己卯科四川鄉試第四十名舉人，年二十九歲中式萬曆十一年癸未科會試第一百二十七名，第三甲第二百三十九名進士。吏部觀政，十二年养病，十三年充順天府鄉試同考官，本年任浙江秀水县知县，十八年擢升礼部主事，教习驸马，十九年丁憂，二十二年復除原职，二十四年卒。

## 家族
曾祖郭體宗，衛經歷  贈監察御史；祖郭瑢，七品散官；父郭寀，王府引禮官，封知縣；前母劉氏；繼母田氏；生母張氏。慈侍下，妻李氏，兄如一（贈都察院經歷）；如年（貢士）；如登；郭如暄（進士）；如璞。